# Nikos Christodoulides

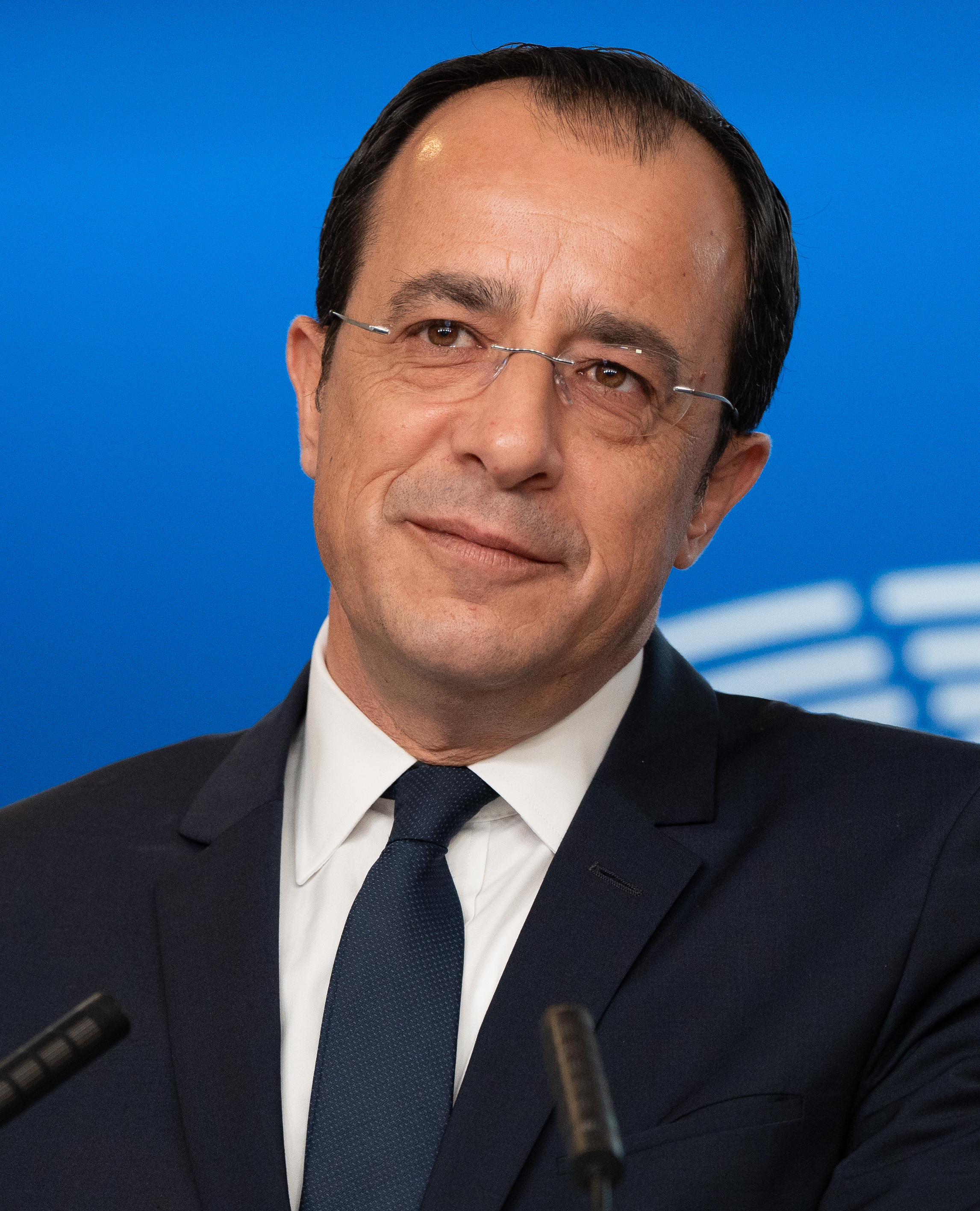
Nikos Christodoulides in 2022

Nikos Christodoulides (Grieks: Νίκος Χριστοδουλίδης) (Yeroskipou, 6 december 1973) is een Cypriotisch politicus.  Sinds 2023 is hij de president van Cyprus als opvolger van Nikos Anastasiadis.
Christodoulides begon zijn carrière als diplomaat in 1999 en werkte van 2007 tot 2010 ook als docent en onderzoeker aan de Universiteit van Cyprus. Daarna diende hij in de tweede regering van Anastasiades, van 2014 tot 2018 als regeringswoordvoerder, van 2018 tot 2022 als minister van Buitenlandse Zaken, tot hij in januari 2022 aftrad met de intentie zich kandidaat te stellen voor de presidentsverkiezingen. Na twee volledige ambtstermijnen mocht Anastasiadis zich bij de presidentsverkiezingen van 2023 niet opnieuw herkiesbaar stellen. 
Hij was lid van de partij Dimokratikos Synagermos, tot hij in juni 2022 kandideerde als presidentskandidaat. De kandidaat van Dimokratikos Synagermos was immers Andreas Mavroyiannis, en hij werd op basis van zijn kandidatuur uit de partij gezet, waarna hij zich als onafhankelijke positioneerde. Hij versloeg Mavroyiannis in de tweede ronde en trad op 28 februari 2023 aan als Cypriotisch president. Hij is de eerste Cypriotische leider die in een onafhankelijk Cyprus is geboren.

## Privé
Christodoulides is gehuwd met Philippa Karsera en vader van vier kinderen.